# Metathelypteris deltoideofrons
Metathelypteris deltoideofrons är en kärrbräkenväxtart som beskrevs av Ren-Chang Ching, W. M. Chu och S.G.Lu. Metathelypteris deltoideofrons ingår i släktet Metathelypteris och familjen Thelypteridaceae. Inga underarter finns listade.